# Joseph S. Fruton
Joseph Stewart Fruton (* 14. Mai 1912 in Częstochowa als Joseph Fruchtgarten; † 29. Juli 2007 New Haven, Connecticut) war ein polnisch-US-amerikanischer Biochemiker und Chemiehistoriker.

## Leben
Sein Vater war ein jüdischer Getreidehändler, seine Mutter Französischlehrerin. Die Familie emigrierte 1913 in die USA, wo sie in New York City lebten, zog aber im April 1917 nach Minsk, danach in Warschau und Berlin und 1923 wieder nach New York City, wo die Familie ihren Namen in Fruton änderte. Fruton besuchte die James Madison High School mit dem Abschluss 1927 und studierte an der Columbia University mit dem  Bachelor-Abschluss 1931. Unter seinem Lehrer John M. Nelson wandte er sich der Biochemie zu. Er wurde am Columbia College of Physicians and Surgeons bei Hans Thacher Clarke 1934 in Biochemie promoviert. Als Post-Doktorand war er Assistent von Max Bergmann am Rockefeller Institute for Medical Research, wo er auch mit Leonidas Zervas zusammenarbeitete. Sein Forschungsschwerpunkt war Proteinchemie: er synthetisierte kleine stereospezifische Peptide und untersuchte das Verhalten von Enzymen auf diese (zum Beispiel verschiedener Proteasen). Dabei entdeckte er auch ein synthetisches Peptid-Substrat, das auf Pepsin reagierte (entgegen allgemeiner damaliger Meinung, dass Pepsin nicht auf kurze Proteine wirkte). Pepsin war auch in den 1960er Jahren in Yale sein Hauptforschungsthema. Ab 1945 lehrte er als Assistant Professor und ab 1950 als Professor an der Yale University in der Abteilung Physiologische Chemie (und ab 1950 zusätzlich in der Chemie-Fakultät von Yale). 1948 besuchte er Europa (bei Hugo Theorell in Stockholm, Kaj Linderstrøm-Lang in Kopenhagen, Alexander Todd in Cambridge). 1952 wurde er Vorsitzender der Fakultät für Physiologische Chemie, die in Biochemie umbenannt wurde. Auch hier befasste er sich hauptsächlich mit proteolytischen Enzymen (Proteinasen, Peptidasen) und chemischer Synthese von Peptiden. 1959 bis 1962 war er Direktor der Abteilung Naturwissenschaft (Science) in Yale. Hier kam es zu Konflikten mit dem Provost Kingman Brewster über die Organisation der Biochemie, der aufstrebenden Molekularbiologie und Biophysik in Yale. 1962/63 war er wieder auf Auslandsreisen. 1982 wurde er emeritiert. Er starb 2007 nur zwei Tage nach seiner Frau in New Haven. Er befasste sich schon seit Ende der 1940er Jahre mit Chemiegeschichte, besonders Geschichte der Biochemie und Molekularbiologie. Mit seiner Ehefrau der Biochemikerin Sofia Simmonds (1917–2007) veröffentlichte er ein in den USA einflussreiches Lehrbuch der Biochemie. Sie heirateten 1936. Fruton förderte frühzeitig im Gegensatz zu vielen anderen Fakultäten in Yale Frauen als Wissenschaftlerinnen. 1993 erhielt er den Dexter Award und 1973 den Pfizer Award (für Molecules and Life). 1943 erhielt er den Eli Lilly Award in Biological Chemistry der ACS und 1990 den John Frederick Lewis Award der American Philosophical Society. 1952 wurde er Mitglied der National Academy of Sciences, 1953 der American Academy of Arts and Sciences und 1967 der American Philosophical Society.

## Schriften
- mit Sofia Simmonds: General Biochemistry, 1953, 1958
- Molecules and Life: Historical Essays on the Interplay of Chemistry and Biology, Wiley 1972
- A Bio-bibliography for the History of the Biochemical Sciences since 1800, 1982, 1985, 1994
- Contrasts in Scientific Style: Research Groups in the Chemical and Biochemical Sciences, 1990
- A Skeptical Biochemist, 1992
- Eighty Years, 1994
- Proteins, Enzymes, Genes: The Interplay of Chemistry and Biology, 1999
- Methods and Styles in the Development of Chemistry, 2002
- Fermentation- vital or chemical process ?, History of Science and Medicine Library 1, Brill 2006
- Eighty Years, New Haven 1994 (privat gedruckt, Autobiographie)